# جای خالی حضور
جای خالی حضور فیلمی به کارگردانی و نویسندگی میثم حسن‌زاده و محصول سال ۱۳۹۴ است. این مستند ۳۰ دقیقه‌ای موفق به حضور در جشنواره‌های متعدد داخلی و خارجی شده‌است و جوایز متعددی را کسب کرده. از جمله این جوایز می‌توان به لوح تقدیر بهترین فیلم از جشنواره AOF آمریکا برای مستند جای خالی حضور و همچنین حضور در جشنواره‌های MONTHS رومانی؛ GOLD MOVIE انگلیس؛ SFAAF فیلم هنر و جنوب شیلی اشاره کرد.

## داستان
فیلم روایتی است تلخ از خانواده‌هایی که بدون حضور پدرشان زندگی سختی را پشت سر گذاشته‌اند در خلاصه آن آمده‌است؛ او که رفت جای خالی‌اش همه چیز را عوض کرد؛ دیگر امید نبود… هر چه بود تنهایی بود، من بودم و خدا. خدا بود و من … و جای خالی حضور …

## عوامل
- نویسنده و کارگردان و تهیه‌کننده: میثم حسن‌زاده
- فیلم‌برداز: مصطفی امیری
- تدوین: احسان شیبانی
- طراح صدا: علیرضا علویان
- صدابردار: میلاد خزائی
- مشاور کارگردان: سیاوش طیب‌طاهر
- مشاور ایده و کارگردان: میلاد خزاعی
- مشاور هنری: پیمان ناجی
- دستیار کارگردان و برنامه‌ریز:
  - نازیلا ملکی
  - شکوفه امیری
- مدیر و مشاور تولید:
  - بهداد الهامی
  - حمید لدنی
- عکاس و مجری طرح: نازیلا ملکی
- مشاور رسانه: هادی اعتمادی
- پخش جهانی: دریچه سینما و مهدی یارمحمدی

## افتخارات
| جشنواره                               | تاریخ | محل برگزاری | بخش         | جایزه        | نتیجه    |
| ------------------------------------- | ----- | ----------- | ----------- | ------------ | -------- |
| جشنواره فیلم و هنر جنوب               | ۲۰۱۷  | هیگین       | بهترین فیلم | میثم حسن‌زاده | نامزدشده |
| جشنواره Months Film Festival          | ۲۰۱۷  | کلوژ        | بهترین فیلم | میثم حسن‌زاده | نامزدشده |
| جشنواره فلاکوس                        | ۲۰۱۷  | سانتیاگو    | بهترین فیلم | میثم حسن‌زاده | برنده    |
| AOF                                   | ۲۰۱۶  | لس‌آنجلس     | بهترین فیلم | میثم حسن‌زاده | برنده    |
| جشنواره بین‌المللی پنج قاره            | ۲۰۱۶  | آنسوآتگی    | بهترین فیلم | میثم حسن‌زاده | نامزدشده |
| جشنواره آکادمی فیلم انگلیس GOLD MOVIE | ۲۰۱۵  | لندن        | بهترین فیلم | میثم حسن‌زاده | نامزدشده |